# SUNSAT
Sunsat — первый искусственный спутник Земли, произведённый в ЮАР. Аппарат был запущен 23 февраля 1999 года с космодрома на авиабазе Ванденберг с помощью ракеты-носителя Дельта-2. Основная задача аппарата — проведение зондирования Земли, проведение экспериментов по передаче данных по радиосвязи и проведение образовательных программ.

## История
Программа SUNSAT возникла в 1992 году в Стелленбосском университете. К его созданию привлекли более 100 студентов университета.
В 1998 году спутник был готов и прошёл все необходимые проверки. Это первый спутник, разработанный в Южно-Африканской Республике и Африке в целом.
Запуск аппарата был пронспонсирован NASA в обмен на установку на борт части научных инструментов.
Аппарат был выбран в качестве вспомогательной полезной нагрузки к запуску американского исследовательского спутника ARGOS. Вместе с ним также был запущен первый спутник Дании — Эрстед. После запуска спутник вышел на расчётную эллиптическую близкую к солнечно-синхронной орбиту. Эта орбита была продиктована требованиями к орбите спутника Эрстед.
Связь с аппаратом была потеряна 19 января 2001 года.

## Конструкция
Аппарат представляет собой небольшой прямоугольный Параллелепипед 45x45x62 см со выдвижной стрелой стрела длиной 2,5 м. Масса аппарата составляет 64 кг. Вдоль корпуса расположены солнечные батареи. Никель-кадмиевые аккумуляторы обеспечивают электропитание в режиме затмения.
Ориентация спутника осуществляется по трём осям с помощью звёздного и солнечного датчиков, трёх электромагнитных катушек и датчика градиента сила тяжести. Стрела с гравитационными датчиками аппарата направлена на надир.
Радиосвязь осуществлялась в VHF (145,825 МГц), UHF(436,25 МГц), и S-диапазонах (1260 или 2400 МГц). Для хранения информации использовалось запоминающее устройство объёмом 64 Мбайт. На спутнике проводились эксперименты по передачи данных и радиолюбительские передачи. Аппарат получил позывной Oskar 35.
Кроме этого в качестве полезной нагрузки на аппарате были установлены: инфракрасная фотокамера, GPS приёмник, датчик ударов микрометеоритов, магнитометр и лазерный отражатель.
- Инфракрасная камера представляет собой оптическую систему диаметром 10 см и три ПЗС-детектора. Подвижная труба позволяла создать стереоизображения. Спектральный диапазон камеры составлял 0,52 — 0,87 мкм, Фокусное расстояние объектива составляло 570 мм, что позволяло делать снимки с разрешением 15 м и полосой захвата 51 км[6].
- Данные с GPS-приёмника в сочетании с пассивным отражателем позволяли точно определять параметры орбиты спутника и помехи при распространении сигналов от него, а по ним определять плотность и температуру атмосферы, свойства ионосферы, величину гравитационного поля Земли в разных участках.
- Датчик ударов микрометеоритов регистрировал поток космического мусора и его направленность.
- Магнетометр представляет собой типичный феррозондовый датчик, который в комплексе со звёздным датчиком обеспечивал дополнительное измерение магнитного поля к геомагнитному спутнику Эрстед[6][7].